# Caio Papírio Masão
Caio Papírio Masão (m. 213 a.C.; em latim: Gaius Papirius Maso) foi um político da gente Papíria da República Romana eleito cônsul em 231 a.C. com Marco Pompônio Matão. Era avô materno de Públio Cornélio Cipião Emiliano, através de sua filha, Papíria, que casou-se com Emílio Paulo, o conquistador da Macedônia.

## Consulado (231 a.C.)
Foi eleito cônsul em 231 a.C. com Marco Pompônio Matão. Durante seu mandato, derrotou, no norte da Córsega, os corsos rebeldes, que, abrigados nas montanhas de Fiumorbo, vinham provocando grandes perdas aos romanos liderados por Aulo Papírio Masão. Firmou com os derrotados um tratado de protetorado.
Por causa das perdas, o Senado Romano lhe negou um triunfo e, por isso, o próprio Masão celebrou um triunfo não-oficial em monte Albano. Foi a primeira que isto foi feito e seu exemplo foi seguido com frequência pelos generais romanos que se consideravam injustiçados pelo Senado quando tinham seus triunfos negados. Com o butim amealhado nesta campanha, dedicou um templo a Fonte.
Conta-se que Masão ia sempre com uma coroa de murta no lugar da real coroa de louro quando estava presente nos jogos no Circo Máximo. Paulo, o Diácono, afirma que a razão era que ele teria derrotado os corsos na "Campo das Murtas" ("Myrtei Campi").

## Anos finais
Morreu em 213 a.C. ocupando a função de pontífice.